# Erigaisi Arjun
Pour les articles homonymes, voir Arjuna (homonymie).
Arjun Erigaisi ou Erigaisi Arjun est un joueur d'échecs indien né le 3 septembre 2003 à Hanamkonda (en), grand maître international depuis 2018.
Au 29 mai 2025, il est le 4e joueur mondial et le premier joueur indien avec un classement Elo de 2 781 points.

## Biographie et carrière
Erigaisi Arjun remporta la médaille d'argent au championnat d'Asie de la jeunesse disputé en Corée en 2015 puis la médaille d'or au championnat d'Asie des moins de 14 ans en 2017.
Erigaisi Arjun réalisa une troisième norme de GMI en août 2017 (à 13 ans et 11 mois) à l'open d'Abu Dhabi, puis il atteignit un classement Elo de plus de 2 500 points (nécessaire pour le titre de grand maître international) en juin 2018 (à 14 ans et 8 mois), le titre lui étant décerné au congrès de la Fédération internationale des échecs de septembre 2018.
En 2018, il marqua 7 points sur 9  à l'olympiade des moins de 18 ans (le championnat du monde par équipes de moins de 18 ans), battant Nodirbek Abdusattorov et Andreï Essipenko, faisant partie nulle contre Alireza Firouzja et réalisant une performance de 2 678 points,.
En 2019, Il remporta le championnat du Commonwealth dans la catégorie moins de 16 ans avec 6,5 points sur 9 et l'open de blitz du festival de Bienne avec 11 points sur 13. À la fin de l'année, il marqua 6,5 points sur 9 à l'open d'El Prat de Llobregat (troisième place ex æquo) et 7 points sur 10 à l'open de Sitges en Espagne en décembre 2019.
En janvier 2022, il gagne le tournoi Tata Steel Challengers une ronde avant la fin et est donc qualifié pour le tournoi Tata Steel Masters 2023.
En mars 2022, il remporte le 58e championnat d'Inde d'échecs avec 8,5 points sur 11 au départage devant Gukesh D et Panneerselvam Iniyan et le 19e open international de New Delhi avec 8,5 points sur 10 au départage devant Gukesh D et Harsha Bharathakoti.
En août 2022, il marque 8,5 points sur 11 au troisième échiquier de l'équipe d'Inde 2 et remporte la médaille d'argent individuelle au troisième échiquier et la médaille de bronze par équipe.
Après ce succès, il remporte le premier prix à l'open d'Abou Dabi avec 7,5 points sur 9.
En août 2023, Erigaisi se qualifie pour le quart de finale de la coupe du monde d'échecs 2023 et est battu par Rameshbabu Praggnanandhaa.
| Année | Lieu  | Résultat        | Ultime adversaire         | Adversaires battus                                                      |
| ----- | ----- | --------------- | ------------------------- | ----------------------------------------------------------------------- |
| 2023  | Bakou | quart de finale | Rameshbabu Praggnanandhaa | Sergueï Azarov, Vladimir Fedosseïev, Javokhir Sindarov, Nils Grandelius |

En octobre 2023, il finit quatrième du tournoi grand suisse FIDE.
En septembre 2024, il remporte avec l'Inde, la 45ème édition des Olympiades d'échecs, disputée à Budapest. Il se distingue en obtenant la médaille d'or à l'échiquier 3, avec un score de 10/11 et une performance de 2968 elo.